# Amt Ennigerloh-Neubeckum
Das Amt Ennigerloh-Neubeckum war bis zum 30. Juni 1952 ein Amt im Kreis Beckum in Nordrhein-Westfalen.

## Geschichte
Die beiden Gemeinden Ennigerloh und Neubeckum gehörten im Kreis Beckum ursprünglich zum Amt Oelde. Am 1. Oktober 1910 wurden sie aus dem Amt Oelde herausgelöst und bildeten seitdem die Ämter Ennigerloh und Neubeckum.
1930 wurde das Amt Ennigerloh aufgelöst und die Gemeinde Ennigerloh in das Amt Beckum eingegliedert. Dessen Name wurde in Amt Ennigerloh-Neubeckum geändert.
Zum 1. Juli 1952 wurde das Amt wieder aufgelöst. Ennigerloh und Neubeckum waren seitdem amtsfreie Gemeinden im Kreis Beckum.
Durch das Münster/Hamm-Gesetz wurde Neubeckum am 1. Januar 1975 Teil der Stadt Beckum. Beckum und Ennigerloh gehören seit 1975 zum neuen Kreis Warendorf.

## Einwohnerentwicklung
| Jahr | Einwohner | Quelle |
| ---- | --------- | ------ |
| 1933 | 9.437     | [ 3 ]  |
| 1939 | 9.824     | [ 3 ]  |
| 1950 | 14.448    | [ 4 ]  |